# Redwire Space NV
Redwire Space NV is een Belgisch bedrijf in de ruimtevaartindustrie gevestigd in de Oost-Vlaamse gemeente Kruibeke. Het is vooral bekend voor zijn bijdrage aan in België geproduceerde satellieten.
In 1984 opgericht als deel van Verhaert NV, werd de afdeling verzelfstandigd als Verhaert Space en in 2005 voor 90% verkocht aan het Britse defensiebedrijf QinetiQ. In oktober 2022 verkochten die het door aan het Amerikaanse Redwire.

## Bijdragen (selectie)
- ontwerp en bouw van de eerste Europese satelliet PROBA-1 voor ESA[3]
- PROBA-V
- PROBA-3[4][5]
- Phantom, een satellietplatform voor satellieten met een payload van maximaal 50kg in very low Earth orbit (VLEO - lager dan 300km boven aarde).[6]